# Rock in Rio VI
A sexta edição do Rock in Rio foi realizada nos dias 18, 19, 20, 24, 25, 26 e 27 de setembro de 2015 no Parque dos Atletas, Avenida Salvador Allende, Barra da Tijuca, Rio de Janeiro e contou com Queen + Adam Lambert, Metallica, Elton John, Rod Stewart, Rihanna, Katy Perry, System of a Down, Slipknot, Mötley Crüe, Faith No More, Sam Smith, AlunaGeorge e A-ha para o evento.
O Queen + Adam Lambert encerrou a primeira noite de shows, no dia 18 de setembro de 2015. Katy Perry encerrou o festival por volta das 2:30 do dia 28 de setembro, com o sucesso "Firework".
Após o inicio das vendas no dia 18 de novembro esgotaram-se todas as entradas para os clientes Rock in Rio Card em apenas 50 minutos. No dia 9 de abril, data de inicio das vendas dos ingressos, todos os ingressos para os sete dias do festival foram encerrados no dia 23 de abril.
Em 2016, o show do CPM 22 foi lançado em CD e DVD em parceria com a MZA Music e Rock World, com a distribuição da Universal Music.

## Line-up
| Palco Mundo                                                                | Palco Sunset |
| Sexta-feira, 18 de setembro                                                | Sexta-feira, 18 de setembro                                                                                                  |
| -------------------------------------------------------------------------- | --- |
| - Queen + Adam Lambert - OneRepublic - The Script - Abertura               | - Tributo a Cássia Eller - Lenine, Nação Zumbi & Martin Fondse - Ira!, Rappin' Hood & Tony Tornado - Dônica & Arthur Verocai |
| Sábado, 19 de setembro                                                     | |
| - Metallica - Mötley Crüe - Royal Blood - Gojira                           | - Korn - Ministry & Burton C. Bell - Angra, Dee Snider & Doro Pesch - Noturnall & Michael Kiske                              |
| Domingo, 20 de setembro                                                    | |
| - Rod Stewart - Elton John - Seal - Os Paralamas do Sucesso                | - John Legend - Magic! - Baby do Brasil & Pepeu Gomes - Alice Caymmi & Eumir Deodato                                         |
| Quinta-feira, 24 de setembro                                               | |
| - System of a Down - Queens of the Stone Age - Hollywood Vampires - CPM 22 | - Deftones - Lamb of God - Halestorm - Project 46 & John Wayne                                                               |
| Sexta-feira, 25 de setembro                                                | |
| - Slipknot - Faith No More - Mastodon - De La Tierra                       | - Steve Vai & Camerata Florianópolis - Nightwish - Moonspell & Derrick Green - Clássicos do Terror                           |
| Sábado, 26 de setembro                                                     | |
| - Rihanna - Sam Smith - Sheppard - Lulu Santos                             | - Sérgio Mendes & Carlinhos Brown - Angélique Kidjo - Erasmo Carlos & Ultraje a Rigor - Brothers of Brazil                   |
| Domingo, 27 de setembro                                                    | |
| - Katy Perry - A-ha - AlunaGeorge - Cidade Nova                            | - Homenagem aos 450 Anos do Rio - Al Jarreau - Aurea & Boss AC - Suricato & Raul Midón                                       |